# Les Falaises de l'Essart-Cendrin
Les Falaises de l'Essart-Cendrin est un tableau réalisé par le peintre français Gustave Courbet en 1847. Cette peinture à l'huile est un paysage qui représente les « Essarts Cendrin », un espace naturel rocailleux situé à proximité d'Ornans, la localité du Doubs où l'artiste est né. Il est conservé au musée Jean-Léon Gérôme de Vesoul, en Haute-Saône.